# تری توردایی
تری توردایی (مجاری: Teri Tordai؛ زادهٔ ۲۸ دسامبر ۱۹۴۱) بازیگر اهل مجارستان است.
از فیلم‌هایی که وی در آن نقش داشته‌است، می‌توان به کُنتس از خنده مُرد، مفیستو، خانم صاحبخانه هم روابط عاشقانه دارد، قصر لذت و سوزان، خانم صاحبخانه لان اشاره کرد.